# Astragalus igoschinae
Astragalus igoschinae är en ärtväxtart som beskrevs av Rudolf V. Kamelin och Boris Alexandrovich Jurtzev. Astragalus igoschinae ingår i släktet vedlar, och familjen ärtväxter. Inga underarter finns listade i Catalogue of Life.